# لپتوکوارک
لپتوکوارک ها، ذرات فرضی هستند که اطلاعات را میان کوارک ها و لپتون ها منقل می‌کنند. این تبادل اطلاعات اجازه برهمکنش لپتون‌ها با کوارک‌ها را می‌دهد. آن‌ها بوزون‌هایی با بار رنگ سه‌گانه هستند که هم عدد باریونی دارند و هم عدد لپتونی. آن‌ها در مدل‌های استاندارد فرعی زیادی مثل رنگارنگ، یا نظریه‌های وحدت بزرگ بر اساس مدل پاتی-سلام،گروه واحد ویژه، E6 (ریاضی) و غیره. اعداد کوتنتومی لپتوکوارک‌ها مثل بار الکتریکی، ایزواسپین ضعیف و اسپینشان، در نظریه‌های متفاوتی به کار گرفته می‌شود.
پیش بینی شده لپتوکوارک‌ها تقریباً سنگین تر از اتم سرب باشند. چنین جرمی، انرژی فوق العاده زیادی را می طلبد و واپاشی آن بسیار سریع می‌باشد. نسل سوم لپتوکوارک ها، می‌تواند به لپتون تاو، و کوارک ته واپاشی شود. برخی از پیش بینی‌های نظریه لپتوکوارک، بر اساس مشاهدات شتابدهنده حلقه‌ای هادرون-الکترون و شتابدهنده دسی برطبق احتمال وجود نیرویی جدید میان پوزیترون‌ها و کوارک ها پیش‌بینی شده.